# Бягство до Варен
Кралското бягство във Варен през нощта на 20 срещу 21 юни 1791 е важен епизод от Френската революция, в който крал Луи XVI, кралица Мария-Антоанета и тяхното семейство неуспешно се опитва да избяга от Париж към източната граница на Франция. Целта им е да си възвърнат свободата на действие и да получат закрилата на лоялните им войски, съсредоточени в крепостта Монмеди близо до границата. Те успяват да стигнат чак до малкото градче Варен, където обаче са арестувани, след като са разпознати на предишната им спирка в Сент-Менхулд.
Този инцидент е повратна точка и според Собул едно от главните събития на революцията:с. 161. След него народната омраза към френската монархия като институция, както и към краля и кралицата като личности, става много по-изразена. Опитът на краля да избяга предизвиква обвинения в държавна измяна, които в крайна сметка довеждат до екзекуцията му през януари 1793 година.
Бягството се проваля поради поредица от закъснения, липса на късмет и лоши преценки. Значителна роля изиграва нерешителността на краля; той многократно отлага тръгването, което позволява на малките пречки да прераснат в проблеми. Освен това той надценява народната подкрепа за монархията, погрешно вярвайки, че само парижките радикали подкрепят революцията, а населението като цяло ѝ се противопоставя. Той също така погрешно вярва, че се радва на безусловното благоразположение на селяните и другите обикновени хора. 
Бягството на краля е травматично за Франция, като предизвиква реакции, вариращи от нараснала тревога до паника и упражняване на насилие. Всички вече са наясно, че предстои чуждестранна намеса в страната. Осъзнаването, че кралят на практика е отхвърлил направените революционни реформи, е шок за хората, които дотогава са го възприемали като добронамерен монарх, управляващ по Божията воля. От предмет на разгорещени дебати в кафенетата и клубовете републиканизмът бързо се превръща в доминиращ идеал на революционните лидери.
Братът на краля графът на Прованс също тръгва да бяга същата нощ, но по друг път, към Австрийска Нидерландия. Неговият опит е успешен и той прекарва остатъка от френската революция в изгнание. По-късно се завръща, за да бъде коронясан като крал Луи XVIII.

## Предистория
В началните месеци на Учредителното събрание кралското семейство остава изолирано във Версайския дворец, а из цялата страна има повсеместни вълнения поради революционните настроения и продължаващата икономическа криза. Кралят е нерешителен, получава противоречиви съвети и не се опитва да търси диалог със заседаващите депутати. В критични моменти той е зает с болестта на дофина, който умира на 4 юни 1789 г. Уволнението на Некер в началото на юли 1789 г. отприщва народния гняв, който кулминира в превземането на Бастилията и кралят е принуден да признае авторитета на Учредителното събрание. Той неохотно признава отмяната на феодалните порядки и привилегии, както и приетата през август Декларация за правата на човека и гражданина, но продължава да смята, че революцията ще утихне от само себе си. Икономическата криза обаче се задълбочава и на 5 октомври 1789 ядосана тълпа жени от парижките предградия се устремява към Версай, обсажда го и остава цялата нощ. На другия ден кралят и семейството му са принудени да се върнат обратно в Париж, настаняват ги в двореца Тюйлери, на практика под домашен арест.

## Организация
По предложение на кралицата, Луи се впуска със семейството си в катастрофален опит за бягство от столицата към източната граница през нощта на 21 юни 1791 г. Организаторите залагат на бързината, но неуспехите започват още от самото начало, след като кралското семейство забавя тръгването си с няколко часа. Кралското семейство напуска двореца Тюйлери около полунощ, дегизирано като обикновено буржоазно семейство. Гувернантката на дофина, маркиза дьо Турзел, играе ролята на руска баронеса, кралицата и сестрата на краля мадам Елизабет са съответно нейни гувернантка и медицинска сестра, кралят е камериер, а кралските деца – нейни деца.  Бягството е планирано до голяма степен от фаворита на кралицата, шведския граф Аксел фон Ферзен и барон дьо Бретьой, които получават подкрепа от шведския крал Густав III. Граф Ферзен призовава групата да използва две леки карети, които биха могли да преодолеят 200-километровото разстояние до Монмеди сравнително бързо. Но това би довело до разделяне на кралското семейство и по тази причина Луи и Мария-Антоанета решават да пътуват в една тежка и лесно забележима карета, теглена от шест коня. 

## Разкриване и арест
Поради закъснение в тръгването, грешки в оценката на времето, липсата на секретност и необходимостта от поправяне на счупени части от каретата  кралското семейство се забавя много след напускането на Париж. Самият Луи приказва със селяни, докато сменят конете във Фроментие, а Мария Антоанета подарява сребърни съдове на услужлив местен жител в Chaintrix. Съобщава се, че в Шалон гражданите поздравяват и аплодират кралската компания. В крайна сметка Жан-Батист Друе, началник на пощата на Сент-Менехулд, разпознава краля от портрета му, отпечатан върху асигнат, с който разполага.  Преди голямото и бавно движещо се превозно средство, използвано от краля, да достигне уречените пунктове, седемте отряда кавалеристи, изпратени като охрана по предвидения маршрут, са изтеглени или са неутрализирани от подозрителните тълпи. Оказали се без охрана, в крайна сметка кралят и семейството му са арестувани в град Варен, на 50 км от крайната им дестинация, силно укрепената роялистка цитадела на Монмеди. 

## Последици
Вестта за опита за бягство сериозно подкопава доверието към краля и има дългосрочни последици. Когато кралското семейство най-накрая се завръща под конвой в Париж, революционната тълпа посреща кралската карета с нетипично мълчание и в състояние на шок. Кралят е освободен от всичките си функции, а кралското семейство е затворено в двореца Тюйлери.
Националното учредително събрание за момента не вижда алтернатива на монархията и не искат да настъпи объркване точно преди приемането на конституцията. Депутатите решават да представят ситуацията така, все едно кралят е бил отвлечен при заговор на аристократи, предвождани от маркиз Дьо Буйе. На 16 юли събранието възстановява всичките му правомощия на конституционен монарх при условие, че приеме конституцията:с. 93. Различни революционни фракции в Париж като корделиерите и якобинците обаче не са съгласни и това довежда до демонстрация на Марсово поле на 17 юли; протестът прераства в насилие, довело до разстрела на Марсово поле. 
През септември 1791 г. кралят е принуден да подпише конституцията, с която страната става конституционна монархия. По време на заседанията на Законодателното събрание (1 октомври 1791 – 20 септември 1792) кралят в качеството си на конституционен монарх в някои случаи сътрудничи на законодателните инициативи (например дава съгласието си за Гражданската конституция на духовенството), а в други упражнява правото си на вето – например за полагането на клетва от свещениците или за декрета срещу емигрантите. Лишен от свобода на действие, Луи възлага надеждите си за политическо спасение на съмнителните перспективи за чуждестранна намеса. Подтикван от Мария Антоанета, Луи отхвърля съветите на умерените конституционалисти (фьойани), водени от Антоан Барнав, да се придържа изцяло към конституцията, която той се е заклел да спазва. Вместо това той тайно се ангажира с политика на скрита контрареволюция, която провежда по време на работа на Законодателното събрание, в което фракцията на жирондинците призовава към изпреварващо обявяване на война на Хабсбургите (Австрия). Кралят разглежда чуждестранното настъпление от страна на европейските монарси като помощ и се надява, че евентуално френско военно поражение ще му помогне да възстанови кралската си власт.
В чужбина неуспешният опит за бягство на краля събужда силна тревога. Отношенията между Франция и нейните съседи, вече обтегнати поради революцията, се влошават още повече, като някои европейски външни министерства призовават за обявяване на война. Но Франция ги изпреварва и първа обявява война на Австрия през април 1792 г., което принуждава европейските монархии да се коалират. В края на юли е публикуван манифест на херцога на Брауншвайг, който заплашва Париж с разрушение, ако отново застраши безопасността на кралското семейство. След като научават за манифеста, парижки радикали нахлуват в двореца Тюйлери на 10 август 1792 г.  и кралят е принуден да търси закрилата на депутатите. . След тези събития кралското семейство е въдворено в затвора Тампл. Оттам насетне премахването на монархията и създаването на република стават все по-вероятни.
Междувременно са проведени нови избори и от 20 септември 1792 г. върховен законодателен орган на Франция е Националният конвент. Първото му решение е да суспендира кралската власт и да провъзгласи Първата френска република на 21 септември. Положението на краля се влошава още повече, когато през ноември в таен железен сандък в Тюйлери са намерени доказателства за тайните отношения на Луи XVI с починалия революционен политик граф Мирабо и за неговите контрареволюционни интриги с чужденци. Вече не е възможно да се претендира, че реформите на Френската революция са направени със свободното съгласие на краля. Някои от републиканците призовават за свалянето на краля, други за съдебен процес с обвинение в държавна измяна и предумишлено бягство при врага.
На 3 декември Конвентът решава Луи XVI да бъде изправен пред съд за държавна измяна. Този съд се провежда от самопровъзгласилия се за съд Конвент, пред който кралят се явява два пъти, на 11 и 23 декември. Признат за виновен и осъден на смърт, Луи е изпратен на гилотината на 21 януари 1793 г. Девет месеца по-късно Мария Антоанета също е осъдена за държавна измяна и е обезглавена на 16 октомври 1793 г.